# Danh sách Hoàng hậu giai đoạn Tam Quốc (Trung Quốc)
Hoàng hậu (chữ Hán: 皇后, tiếng Anh: Empress) là vợ chính (chính cung, chính thê, nguyên phối) của nhà vua xưng Hoàng đế, do Hoàng đế sắc phong. Vương hậu là vợ chính (chính cung, chính thê, nguyên phối) của nhà vua xưng Vương (Đại vương, Quốc vương), đôi khi một số người được Hoàng đế phong Vương tước thường là người trong Hoàng tộc hay anh em trai của Hoàng đế thì vợ chính của họ được gọi là Vương phi.
Tuy nhiên, ngày nay nhiều người hay hiểu Hoàng hậu theo nghĩa là vợ chính của nhà vua nói chung, cả Quốc vương lẫn Hoàng đế, điều này có thể gây ra một số nhầm lẫn.
Tam Quốc là một thời kỳ trong lịch sử Trung Quốc. Đây là thời kỳ lịch sử đầy hỗn loạn, chinh chiến liên miên và cũng là một trong những thời kỳ đẫm máu nhất trong lịch sử Trung Quốc, phần lớn dân số đã chết vì các cuộc chiến tranh liên miên trong thời kỳ này. Song hành cùng sự hỗn loạn của giai đoạn lịch sử, chốn cung đình mỗi nước cũng biến loạn theo. Dưới đây là danh sách các Hoàng hậu trong giai đoạn này, những bậc mẫu nghi thiên hạ đã đi cùng với một thời kỳ đẫm máu của lịch sử.
Danh sách dưới đây bao gồm các hoàng hậu là vợ chính của vua đương thời, hoàng thái hậu là mẹ của vua đương thời; ngoài ra có một số vị là vợ  của các vị vua được truy tôn và chỉ có danh hiệu hoàng hậu được truy tôn, khi sống không có thân phận hoàng hậu.

### Tào Ngụy
| Hoàng đế                       |   | Phối ngẫu                   | Tên thật       | Chức vị                                                                            | Thời gian tại vị                                       | Ghi chú |
| Ngụy Vũ Đế Tào Tháo (truy tôn) |   | Vũ Tuyên Biện Hoàng hậu     | Biện thị       | Ca nữ Thiếp Chính thất Vương phi Vương thái hậu Hoàng thái hậu Thái hoàng thái hậu | 220-226 (Hoàng thái hậu) 226-239 (Thái hoàng thái hậu) | Là một thiếp thất của Ngụy Vũ Đế Tào Tháo, người đặt cơ sở hình thành nhà Tào Ngụy thời Tam Quốc trong lịch sử Trung Quốc. Ngôi vị Hoàng hậu được truy phong còn Vương thái hậu, Hoàng thái hậu, Thái hoàng thái hậu thì được con cháu tôn lúc còn sống. Là sinh mẫu của: - Ngụy Văn Đế Tào Phi - Tào Chương - Tào Thực - Tào Hùng - Tào Tiết - Tào Hoa |
| Ngụy Văn Đế Tào Phi            | 1 | Văn Chiêu Chân Hoàng hậu    | Chân Lạc       | Chính thất Chân phi                                                                | Thụy phong                                             | Là vợ đầu của Ngụy Văn Đế Tào Phi, có chồng trước là Viên Hy. Bị ép tự tận vào năm 221. Là sinh mẫu của: - Tào Ngụy Minh Đế Tào Duệ - Đông Hương công chúa |
| Ngụy Văn Đế Tào Phi            | 2 | Văn Đức Quách Hoàng hậu     | Quách Nữ Vương | Ngụy Vương Phu nhân Quý tần Hoàng hậu Hoàng thái hậu                               | 222 – 226                                              | Là kế thất nhưng trở thành Hoàng hậu duy nhất của Ngụy Văn Đế Tào Phi. |
| Ngụy Minh Đế Tào Duệ           | 1 | Minh Điệu Mao Hoàng hậu     | Mao thị        | Vương thiếp Quý tần Hoàng hậu                                                      | 227 – 237                                              | Là Hoàng hậu đầu tiên của Ngụy Minh Đế Tào Duệ, là con gái người đánh xe, địa vị thấp. Bị Ngụy Minh Đế Tào Duệ ép tự tận vào năm 237. |
| Ngụy Minh Đế Tào Duệ           | 2 | Minh Nguyên Quách Hoàng hậu | Quách thị      | Vương thiếp Thục viên Quý nhân Quách phi Hoàng hậu Hoàng thái hậu                  | 238 – 239                                              | Là Hoàng hậu thứ hai của Ngụy Minh Đế Tào Duệ, và là Hoàng thái hậu dưới thời Tào Ngụy Phế Đế Tào Phương, Tào Ngụy Thiếu Đế Tào Mao và Tào Nguỵ Nguyên đế Tào Hoán. |
| Ngụy Phế Đế Tào Phương         | 1 | Chân Hoàng hậu              | Chân thị       | Hoàng hậu                                                                          | 243 – 251                                              | Là Hoàng hậu của Tào Ngụy Phế Đế Tào Phương, cháu gái của Văn Chiêu Chân Hoàng hậu. |
| Ngụy Phế Đế Tào Phương         | 2 | Hoàng hậu                   | Trương thị     | Quý tần Hoàng hậu                                                                  | 252 – 254                                              | Là cháu gái của Trương tiệp dư - phi tần của Tào Nguỵ Minh Đế Tào Duệ. Bị phế truất vào tháng 3/254 |
| Ngụy Phế Đế Tào Phương         | 3 | Hoàng hậu                   | Vương thị      | Quý nhân Hoàng hậu Tề Vương phi                                                    | 254                                                    | Sau bị phế truất thành Tề vương phi |
| Ngụy Thiếu Đế Tào Mao          |   | Hoàng hậu                   | Biện thị       | Hoàng hậu                                                                          | 255 – 260                                              | |
| Ngụy Nguyên Đế Tào Hoán        |   | Hoàng hậu                   | Biện thị       | Hoàng hậu                                                                          | 263 – 265                                              | |

### Thục Hán
| Hoàng đế                 |   | Phối ngẫu                | Tên thật   | Chức vị                            | Thời gian tại vị | Ghi chú |
| Hán Chiêu Liệt Đế Lưu Bị | 1 | Chiêu Liệt Cam Hoàng hậu | Cam thị    | Thiếp thất                         | Thuỵ phong       | Là trắc thất phu nhân của Hán Chiêu Liệt Đế Lưu Bị và là sinh mẫu của Hán Hoài Đế Lưu Thiện. Sau phong làm Hoàng Tư Phu nhân rồi phong thụy là Chiêu Liệt Hoàng hậu. |
| Hán Chiêu Liệt Đế Lưu Bị | 2 | Chiêu Liệt Ngô Hoàng hậu | Ngô thị    | Vương hậu Hoàng hậu Hoàng thái hậu | 221 – 223        | Là người vợ thứ ba của Hán Chiêu Liệt Đế Lưu Bị, nhưng lại là Hoàng hậu đầu tiên của nhà Thục Hán.                                                                   |
| Hán Hoài Đế Lưu Thiện    | 1 | Đại Trương hậu           | Trương thị | Hoàng hậu                          | 223 – 237        | Là Hoàng hậu đầu tiên của Hán Hoài Đế Lưu Thiện, con gái lớn của Trương Phi.                                                                                         |
| Hán Hoài Đế Lưu Thiện    | 2 | Tiểu Trương hậu          | Trương thị | Hoàng hậu                          | 238 – 263        | Con gái thứ của Trương Phi, em gái của Đại Trương hậu. |

### Đông Ngô
| Hoàng đế                      |   | Phối ngẫu             | Tên thật        | Chức vị                                                     | Thời gian tại vị | Ghi chú |
| Ngô Vũ Liệt Đế Tôn Kiên       |   | Vũ Liệt Ngô Hoàng hậu | Ngô thị         | Chính thất                                                  | Thụy phong       | Là chính thất của Phá Lỗ tướng quân Tôn Kiên, một vị quân phiệt thời cuối Đông Hán, người đặt cơ sở hình thành nước Đông Ngô thời Tam Quốc trong lịch sử Trung Quốc. Là sinh mẫu của: - Ngô Trường Sa Hoàn Vương Tôn Sách - Ngô Đại Đế Tôn Quyền - Tôn Dực - Tôn Khuông - Tôn phu nhân (kế thất của Thục Hán Chiêu Liệt Đế Lưu Bị). |
| Ngô Đại Đế Tôn Quyền          | 1 | Hoàng hậu             | Bộ Luyện Sư     | Phu nhân                                                    | Thụy phong       | |
| Ngô Đại Đế Tôn Quyền          | 2 | Hoàng hậu             | Phan thị        | Phu nhân Hoàng hậu                                          | 251 – 252        | Là sinh mẫu của Ngô Phế Đế Tôn Lượng. |
| Ngô Đại Đế Tôn Quyền          | 3 | Đại Ý Hoàng hậu       | Vương thị       | Phu nhân                                                    | Thụy phong       | Là sinh mẫu của Ngô Văn Đế Tôn Hòa |
| Ngô Đại Đế Tôn Quyền          | 4 | Kính Hoài Hoàng hậu   | Vương thị       | Phu nhân                                                    | Thụy phong       | Là sinh mẫu của Ngô Cảnh Đế Tôn Hưu |
| Ngô Văn Đế Tôn Hòa (truy tôn) |   | Chiêu Hiến Hoàng hậu  | Hà thị          | Phu nhân Hoàng thái hậu                                     | Thụy phong       | |
| Ngô Phế Đế Tôn Lượng          |   | Hoàng hậu             | Toàn Huệ Giải   | Chính thất Hoàng hậu Cối Kê Vương phi Hầu Quan Hầu Phu nhân | 252 – 258        | |
| Ngô Cảnh Đế Tôn Hưu           |   | Cảnh Hoàng hậu        | Chu thị         | Chính thất Lang Nha Vương phi Hoàng hậu Hoàng thái hậu      | 262 – 264        | Bị Ngô Mạt Đế Tôn Hạo ép tự vẫn năm 265. |
| Ngô Mạt Đế Tôn Hạo            |   | Đằng Hoàng hậu        | Đằng Phương Lan | Phu nhân Hoàng hậu                                          | 264 – 280        | |